# Cryptoblepharus ahli
Cryptoblepharus ahli (змієокий сцинк Аля) — вид сцинкоподібних ящірок родини сцинкових (Scincidae). Ендемік Мозамбіку. Вид названий на честь німецького зоолога Ернста Аля.

## Поширення і екологія
Змієокі сцинки Аля є ендеміками острова Мозамбік, розташованого біля узбережжя однойменної країни. Вони живуть серед коралових скель.